# Ребрик Іван Михайлович
Іва́н Миха́йлович Ре́брик (нар. 5 січня 1961, Боржавське, Виноградівський район, Закарпатська область, Українська РСР, СРСР) — український поет та видавець, засновник першого недержавного видавництва «Ґражда».

## Життєпис
Народився у селі Боржавське Виноградівського району.
У 1978 році Іван Ребрик став студентом філологічного факультету УжДУ, водночас мріючи стати кінорежисером.
Працював вихователем Часлівської допоміжної школи. Зацікавився літературним процесом 1930-40-их років, внаслідок чого «виник інтерес до самого Івана Ребрика з боку КДБ», який завершився звільненням вихователя Часлівської допоміжної школи з роботи. Так Іван Ребрик став чорноробом будівельного підприємства.

## Літературна діяльність
У 80-ті видає свою першу поетичну книжку під назвою «Дні».

## «Ґражда»
«Гражда» появилося у 1993 році не як бізнесовий проект, а як можливість повернути сучасникам ту історію, яка тривалий час була захована комуністичною владою в небуття. Видавництво проводить науково-практичні конференції, присвячені закарпатцям, зустрічі й обговорення сучасних літературних та політичних проблем.